# Аппун, Карл Фердинанд
Карл Фердинанд Аппун (нем. Carl Ferdinand Appun; 1820—1872) — немецкий путешественник, исследователь Бразилии.

## Биография
Родился 24 мая 1820 года в Бунцлау (ныне Болеславец, Польша).
В юности изучал естественные науки и в 1848 году, по рекомендации Гумбольдта, был послан в Венесуэлу для изучения природных богатств этой страны. Проведя в Венесуэле 10 лет, Аппун в 1860—1868 годах находился в Британской Гвиане и соседних областях Бразилии, где исследовал важнейшие в бассейне Амазонки реки Риу-Негру и Риу-Бранку и от Манауса поднялся вверх по Амазонке до границы Перу.
В 1868—1871 годах Аппун был в Германии, где занимался систематизацией и обработкой собранных им в Бразилии и Венесуэле материалов. За это время им было опубликовано большое количество статей об индейцах и ботанических исследованиях на Гвианском плоскогорье и Амазонских джунглях в различных научных журналах и книга «Под тропиками: Путешествия по Венесуэле, Ориноко, Британской Гвиане и Амазонке в 1849—1868 годах» (Иена, 1871).
В конце 1871 года Аппун вернулся в Южную Америку и в июле 1872 года погиб из-за несчастного случая в Гвиане на реке Мазаруни.
В Венесуэле Аппун считается одним из величайших исследователей страны.